# Ann Wauters
Ann Wauters (* 12. Oktober 1980 in Sint-Niklaas, Belgien) ist eine ehemalige belgische Basketballspielerin.
Sie bestritt 131 Länderspiele für ihr Heimatland. Wauters gewann mit drei Vereinen insgesamt viermal die Euroleague. Sie war die erste in Belgien geborene Spielerin in der US-Liga Women’s National Basketball Association (WNBA) und errang 2016 den WNBA-Meistertitel. 2021 war sie Olympiateilnehmerin.

## Karriere

### Europa
Die 195 cm große Centerspielerin war von 1995 bis 1998 in ihrem Heimatland bei Osiris Aalst aktiv und wechselte dann nach Frankreich zu US Valenciennes Olympique, wo sie sechs Jahre lang unter Vertrag stand. 2002 und 2004 gewann sie mit Valenciennes, 2005 mit Samara und 2012 mit Valencia die Euroleague. 2015 errang sie den Sieg im EuroCup. Staatsmeisterin wurde sie in Frankreich (2001, 2002, 2003, 2004), Belgien (2016), Spanien (2012) und Russland (2005, 2006, 2010, 2011, 2014). 2001, 2002, 2004, 2005 und 2008 war sie Europas Basketballspielerin des Jahres.

### Women’s National Basketball Association
Wauters wurde im WNBA Draft 2000 von den Cleveland Rockers an der ersten Stelle ausgewählt. Außerhalb der Spielzeiten in den Vereinigten Staaten verstärkte sie europäische Vereine. Sie blieb drei Jahre bei den Cleveland Rockers, die nach der Saison 2003 aufgelöst wurden. Beim Dispersal Draft wurde sie 2003 von den New York Liberty an der vierten Stelle ausgewählt. Wauters spielte von 2004 bis 2005 für die Liberty. Danach verließ sie die WNBA für vorerst unbestimmte Zeit, um sich von den Strapazen der vorangegangenen Jahre zu erholen und um mit der belgischen Basketballnationalmannschaft den Sprung zu den Olympischen Spielen 2008 zu schaffen, was misslang. In der Saison 2008 kehrte sie in die WNBA zurück. Am 6. Februar 2008 wurde sie von den Atlanta Dream im Expansion Draft ausgewählt. Am 9. April 2008 transferierten die Dream Wauters, Morenike Atunrase und ein Zweitrundenauswahlrecht im WNBA Draft 2009 zu den San Antonio Silver Stars und erhielten im Gegenzug Camille Little, Chioma Nnamaka sowie einem Erstrundenauswahlrecht im WNBA Draft 2009. Nach einer Schwangerschaft stand sie in der Saison 2012 wieder in der WNBA, diesmal bei Seattle Storm, unter Vertrag. 2016 kehrte sie in die WNBA zurück und gewann mit den Los Angeles Sparks die Meisterschaft.

### Nationalmannschaft
Sie spielte regelmäßig für die belgische Nationalmannschaft und konnte sich mit der zweimal für die EM-Endrunde qualifizieren. 2003 beendete das belgische Team das Turnier auf dem sechsten Platz und 2007 auf dem siebten Platz. Bei der Europameisterschaft 2007 in Italien war sie die Spielerin mit den meisten insgesamt erzielten Punkten (177) und den meisten erzielten Punkten pro Spiel (19,7). 2017 gewann sie mit Belgien die Bronzemedaille bei der Europameisterschaft. Im Anschluss an die 2021 ausgetragenen Olympischen Sommerspiele 2020 in Tokio trat sie als Spielerin vom Leistungssport zurück.

## Trainerin
Bei der U19-Weltmeisterschaft 2015 gehörte Wauters als Assistenztrainerin zum Betreuungsstab der belgischen Auswahl. Ende Januar 2022 wurde sie Assistenztrainer von James Wade bei Chicago Sky in der WNBA.